# Doudtchany
Doudtchany (en ukrainien : Дудчани ; en russe : Дудчаны) est un village situé dans le raïon de Beryslav, dans l'oblast de Kherson, en Ukraine. Il est situé au nord de l'oblast sur la rive droite du Dniepr. Le village avait une population de 2 043 habitants lors du recensement ukrainien de 2001, et est connu pour sa culture de pastèques.
Lors de l'invasion russe de l'Ukraine en 2022, le village est occupé par les forces russes lors de leur avancée initiale dans le pays en mars. Il est utilisé comme base et dépôt de munitions pour l'armée russe. Au cours de la contre-offensive lancé par l'Ukraine en août suivant, il est confirmé que la moitié nord du village a été reprise le 3 octobre. Un mois est ensuite nécessaire pour que la moitié sud du village soit reprise par les forces ukrainiennes le 9 novembre en raison de l'embouchure du réservoir de Doudtchany, créant une barrière géographique empêchant l'une ou l'autre des parties d'avancer.

## Géographie
Le village est situé sur un paysage uniformément plat, divisé partiellement en deux par le réservoir de Doudtchany d'eau qui divise le village en une moitié nord et une moitié sud,. La partie est et sud-est du village borde entièrement le réservoir de Kakhovka, qui fait partie du Dniepr. Avant la guerre, le village était principalement axé sur l'agriculture, avec de nombreux longs champs à la périphérie du village, connu pour la culture de la pastèque.

## Statut administratif
Jusqu'au 18 juillet 2020, Doudtchany appartient administrativement au raïon de Novovorontsovka. Le raïon est dissout en juillet 2020 dans le cadre de la réforme administrative de l'Ukraine, qui réduit le nombre de raïons de l'oblast de Kherson à cinq. La division est fusionnée avec le raïon de Beryslav,. Le village appartient également à la hromada rurale de Mylove, l'une des 49 hromadas de l'oblast.

## Invasion russe de 2022

### Contrôle russe
Au début de l'invasion de l'Ukraine, en mars 2022, la localité de Doudtchany est conquise par les troupes russes au cours de leur avance dans la région de Kherson. Des bases militaires sont établies dans les bâtiments abandonnés et des dépôts de munitions sont mis en place. Le village devient le centre de commandement de la 98e division aéroportée de la Garde pendant son occupation par les forces russes.
Avec l'annonce d'une contre-offensive dans les oblasts de Kherson et Mykolaïv, la 83e brigade d'assaut aérien de la Garde est déployée dans le village, et des parachutistes de la 106e division aéroportée de la Garde sont positionnés dans la zone. À plusieurs reprises, les forces ukrainiennes affirment avoir frappé les positions russes dans le village, en particulier le 26 mai 2022, les 26 et 28 août, le 15 septembre et le 21 septembre[réf. nécessaire].

### Reconquête ukrainienne

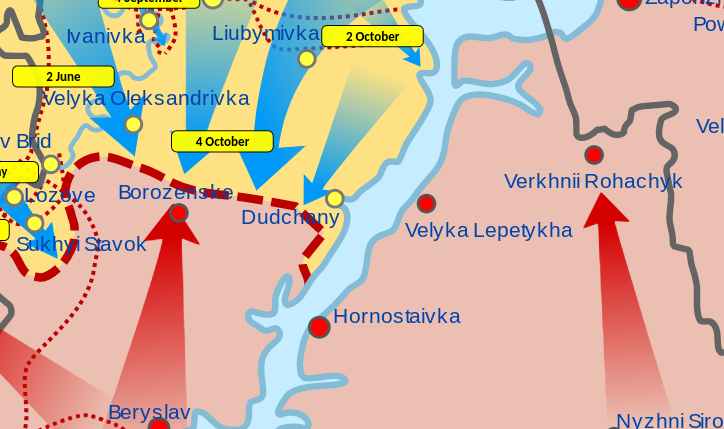
Une carte montrant l'avancée des troupes ukrainiennes vers Doudtchany début octobre.

Selon le chef de l'occupation de la région de Kherson, Vladimir Saldo, dans une interview réalisée le 3 octobre 2022 et publiée le lendemain, les forces armées ukrainiennes ont atteint à cette date la périphérie de Doudtchany,. Dans le cadre de leur contre-offensive dans le sud, elles réalisent ainsi une poussée d'environ 30 km par rapport à la ligne de front précédente,. Certains habitants de Doudtchany rapportent cependant que la retraite russe du village avait commencé dès le 1er octobre. Le blogueur militaire russe Rybar rapporte que les troupes russes à Doudtchany étaient « [sous] la menace d'un encerclement physique » lorsque « la décision a été prise de retirer le contingent des forces armées russes sur une nouvelle ligne de défense ».
Le lendemain, le 4 octobre 2022, Saldo déclare que le village avait été repris par les troupes ukrainiennes,. Cette déclaration est suivie d'une mise à jour des cartes du ministère russe de la Défense pour montrer que l'armée russe ne contrôle plus le village,. Les soldats ukrainiens entrant dans le village sont chaleureusement accueillis par certains des habitants du village, qui leur offrent de la nourriture et crient « Gloire à l'Ukraine ! », « Gloire aux héros ! » et « Mort aux Russes ! ». Lors de la retraite russe, les forces ukrainiennes capturent un système de missiles anti-aériens Strela-10 dans la zone autour du village.

#### Périphérie sud du village
La périphérie sud du village reste entièrement occupée par la Russie, même après la contre-offensive sud de l'Ukraine début octobre,. C'est en partie à cause de la géographie du village, qui possède une petite crique séparant le sud de Doudtchany du centre administratif du village,. La situation ne change qu'un mois plus tard, le 9 novembre 2022, lorsque plusieurs vidéos, et une déclaration d'une responsable de la ville, Alla Torchanska, confirment que le sud de Doudtchany a été entièrement repris par les forces ukrainiennes dans le cadre du retrait russe de la rive ouest du Dniepr du 9 au 11 novembre.

### Après la reconquête ukrainienne
Peu de temps après la reconquête ukrainienne le 3 octobre, les forces russes bombardent le village, provoquant des coupures d'électricité et d'eau chaude, ce qui incite de nombreux habitants restants à partir,,. Les forces ukrainiennes utilisent également le village pour lancer des attaques contre les positions tenues par les Russes à proximité,. En représailles, une attaque au drone-suicide est menée sur le village par les forces russes le 10 octobre, au cours de laquelle aucune perte humaine n'est signalée. Des bombardements russes sur la ville depuis la rive est du Dniepr sont signalés le 23 novembre, le 27 novembre, le 3 décembre, le 6 décembre,, le 11 décembre, le 1er janvier 2023, le 5 janvier, les 9, 10 et 11 janvier,,.

## Démographie

### Population
| Année | Population |
| ----- | ---------- |
| 1989  | 2 222      |
| 2001  | 2 043      |

### Genre
|       | 1989  |
| ----- | ----- |
| Homme | 1 026 |
| Femme | 1 196 |

### Langues parlées
|                   | 2001    |
| ----------------- | ------- |
| ukrainien         | 95,91 % |
| russe             | 2,81 %  |
| arménien          | 0,62 %  |
| moldave (roumain) | 0,19 %  |
| gagaouze          | 0,10 %  |
| biélorusse        | 0,05 %  |
| Autres            | 0,32 %  |